# Kiyomatsu Matsubara
Kiyomatsu Matsubara (松原 喜代松, Matsubara Kiyomatsu), né le 10 février 1907 — décédé le 12 décembre 1968, est un biologiste matin, ichtyologiste et herpétologiste japonais.

## Biographie
Né Kiyomatsu Sakamoto dans la préfecture de Hyōgo, Kiyomatsu Matsubara est le premier professeur du département des pêches de l'Université de Kyoto et est considéré comme le fondateur de la recherche japonaise sur la systématique des poissons. Il change son nom pour « Matsubara » au début des années 1930. Il a concentré ses recherches principalement sur la rascasse (Scorpaeniformes) et publié un grand nombre d'ouvrages et d'articles scientifiques. Il a décrit plusieurs nouvelles espèces de poissons, dont le requin-crocodile (Pseudocarcharias kamoharai).
Parmi les espèces nommées en son honneur figurent les raies Bathyraja matsubarai (Ishiyama, 1952) et Dasyatis matsubarai (Miyosi, 1939).

## Source de la traduction
- (en) Cet article est partiellement ou en totalité issu de l’article de Wikipédia en anglais intitulé « Kiyomatsu Matsubara » (voir la liste des auteurs).

Matsubara est l’abréviation habituelle de Kiyomatsu Matsubara en zoologie.

Consulter la liste des abréviations d'auteur en zoologie ou la liste des taxons zoologiques assignés à cet auteur par ZooBank